# الیزا (کشتی غرق‌شده)
الیزا (کشتی غرق‌شده) (به انگلیسی: Eliza (shipwreck)) یک کشتی بود.